# Saint-Julien-les-Villas
Saint-Julien-les-Villas település Franciaországban, Aube megyében. Lakosainak száma 6752 fő (2022. január 1.). Saint-Julien-les-Villas Bréviandes, Rosières-près-Troyes, Rouilly-Saint-Loup, Saint-Parres-aux-Tertres és Troyes községekkel határos.

## Népesség
A település népessége az elmúlt években az alábbi módon változott:
| Lakosok száma | 5183 | 5807 | 6027 | 6700 | 6904 | 6834 | 6811 | 6765 | 6738 | 6752 |
|               | 1968 | 1982 | 1990 | 2006 | 2013 | 2015 | 2017 | 2019 | 2020 | 2022 |